# Richard K. Call
Richard Keith Call (Pittsfield, 24 ottobre 1792 – Tallahassee, 14 settembre 1862) è stato un politico e generale statunitense.

## Biografia
Nacque in una famiglia assai coinvolta in politica: lo zio materno David Walker era un politico locale del Kentucky, mentre il nipote Wilkinson Call sarebbe diventato senatore. Dopo un'educazione pubblica si arruolò nell'esercito statunitense e combatté nella guerra Creek al seguito di Andrew Jackson, di cui divenne un protetto.
Aiutante di campo di Jackson, combatté alla battaglia di New Orleans nel 1815 e nel 1818 venne promosso capitano. Spedito da Jackson a stabilizzare la Florida all'inizio delle guerre seminole, decise di stabilirvisi come colono e nel 1822 si dimise dall'esercito. Aperto uno studio legale a Pensacola, entrò nell'amministrazione floridiana e visto il suo passato militare venne designato all'unanimità come brigadier generale della locale milizia.
Ormai sempre più importante, dal 1823 al 1825 servì alla Camera dei Rappresentanti per il proprio territorio, e dieci anni più tardi ne fu nominato governatore provvisorio dal suo antico superiore Jackson, allora presidente degli Stati Uniti anche se del partito avverso (lui era whig mentre Jackson democratico). Persa temporaneamente la carica nel 1839, la riottenne due anni più tardi e la detenne fino al 1844.
Quando nel 1845 la Florida venne accettata negli Stati Uniti come Stato federato si candidò come suo primo governatore, ma venne sconfitto e si ritirò dalla politica. Grande proprietario terriero di due piantagioni, Orchard Pond e The Grove, al censimento del 1860 risultò uno dei più grandi schiavisti della Florida con 121 afroamericani al proprio servizio. Morì poco più tardi e venne sepolto nella sua proprietà.